# Cardamine cordifolia
Cardamine cordifolia är en korsblommig växtart som beskrevs av Asa Gray. Cardamine cordifolia ingår i släktet bräsmor, och familjen korsblommiga växter. Inga underarter finns listade i Catalogue of Life.

## Bildgalleri

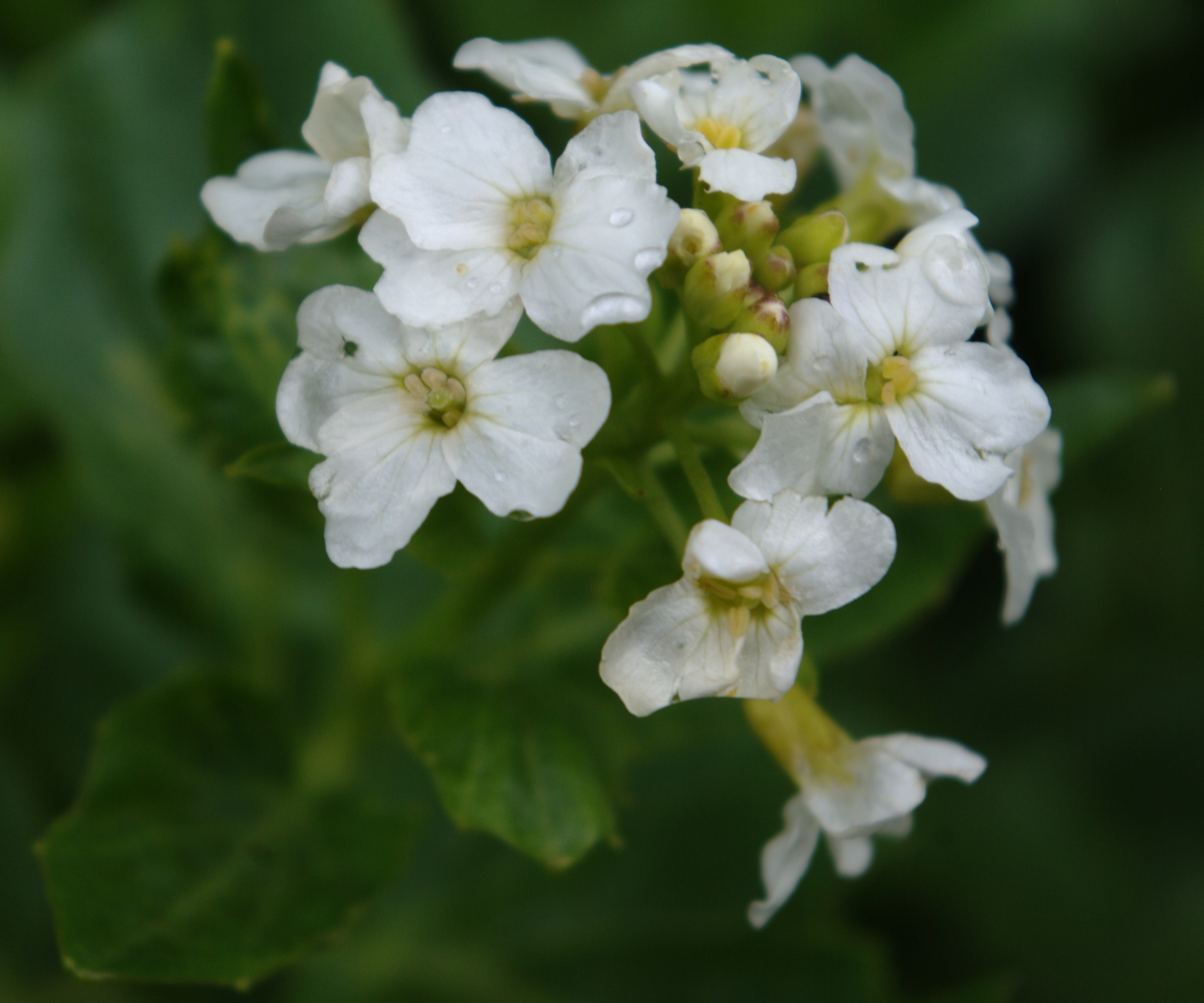
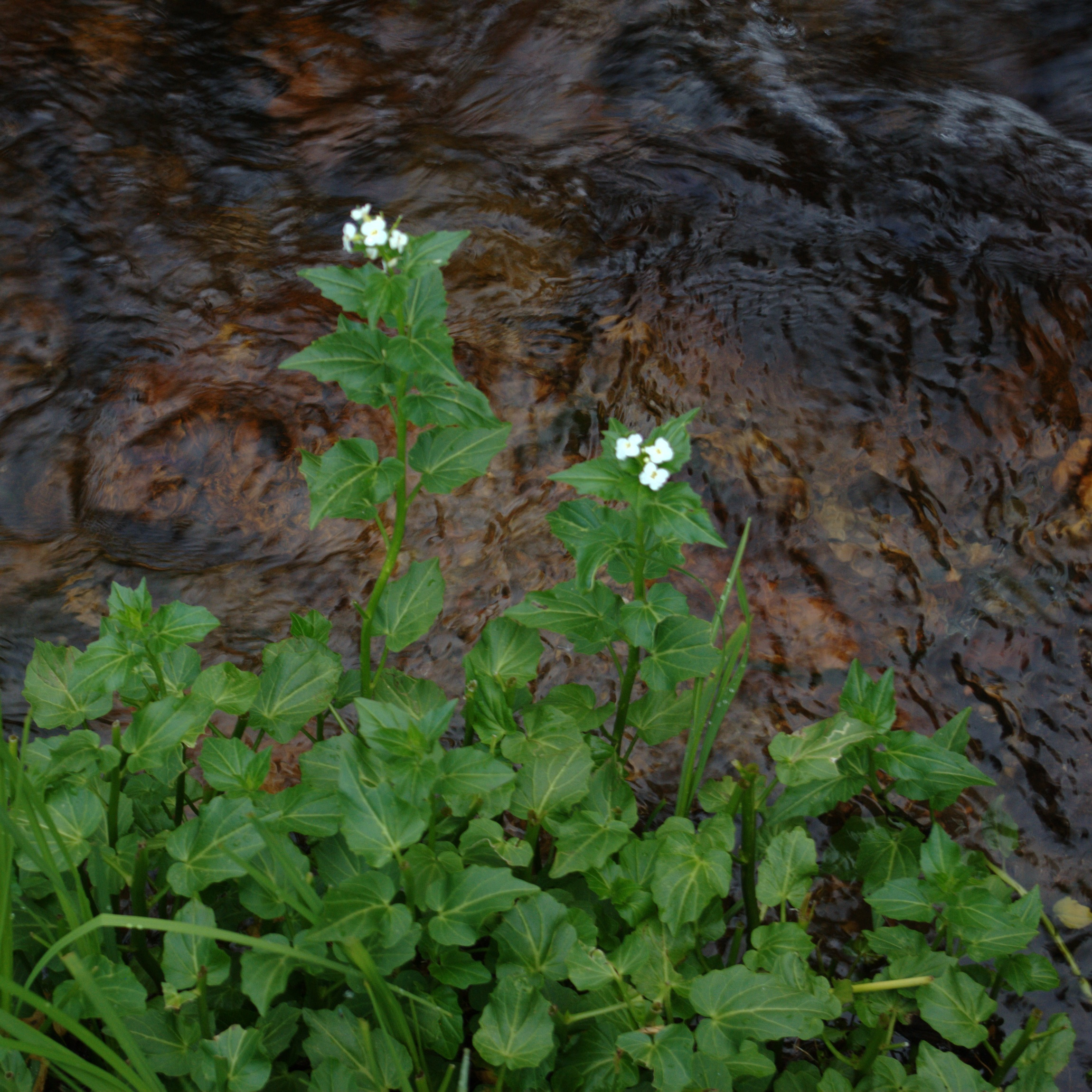
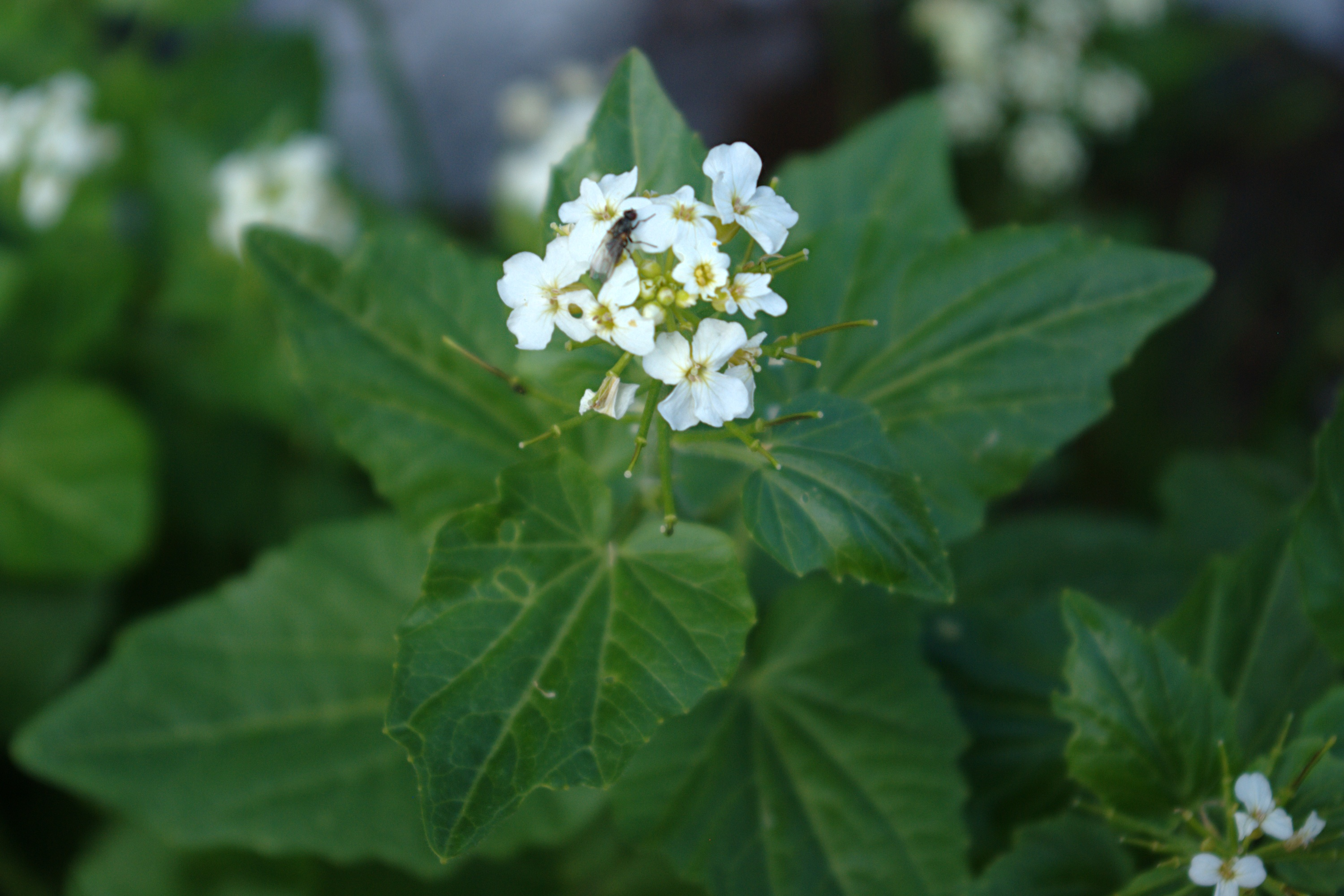